# Веснянка (Новоукраїнський район)
Весня́нка (раніше — Ново-Федорівка) — село в Україні, у Піщанобрідській сільській громаді Новоукраїнського району Кіровоградської області. Населення становить 172 осіб. Орган місцевого самоврядування — Піщанобрідська сільська рада.

## Населення
Згідно з переписом УРСР 1989 року чисельність наявного населення села становила 260 осіб, з яких 112 чоловіків та 148 жінок.
За переписом населення України 2001 року в селі мешкали 243 особи.

### Мова
Розподіл населення за рідною мовою за даними перепису 2001 року:
| Мова       | Відсоток |
| ---------- | -------- |
| українська | 97,12 %  |
| вірменська | 2,47 %   |
| російська  | 0,41 %   |

## Відомі уродженці
- Литвин Василь Степанович (1941—2017) — народний артист України, голова Спілки кобзарів України, лауреат Республіканської премії ім. І. Нечуя-Левицького, лауреат премії фонду Т. Г. Шевченка. Співзасновник Стрітівської школи кобзарського мистецтва.
- Литвин Микола Степанович (1943) — український кобзар, композитор, письменник, журналіст, громадський діяч, Заслужений діяч мистецтв України.